# Akademija za umjetnost i kulturu u Osijeku
Akademija za umjetnost i kulturu (AUKOS) javna je umjetnička akademija, sastavnica Sveučilišta J. J. Strossmayera u Osijeku koja djeluje od 2004. godine.
Dani umjetničke akademije u Osijeku organiziraju se svakog listopada.

## Povijest
Umjetnička akademija u Osijeku jedina je umjetničko-nastavna sastavnica Sveučilišta Josipa Jurja Strossmayera u Osijeku, koja je dopusnicu Ministarstva znanosti Republike Hrvatske za rad dobila 18. listopada 2004. godine. Prvu generaciju studenata upisuje akademske 2004./2005. godine. Locirana je u nekoliko zgrada, bivšoj vojarni, u sklopu osječkog Sveučilišnog campusa, gdje djeluje od listopada 2005. godine. Od akademske 2005./2006. godine svi se studijski programi provode u skladu s odredbama Bolonjskog procesa.

### Prosvjedi studenata 2025.
Godine 2025. studenti Akademije započeli su studentsku inicijativu »AUKOS progovara« te 28. siječnja na Trgu svetog Trojstva organizirali prosvjed i pet minuta šutnje. Povod prosvjedu bilo je, kako navodi HRT, nezadovoljstvo stegovnim mjerama protiv glumca i docenta Domagoja Mrkonjića, za kojeg studenti navode da je »prijavljen zbog niza situacija omalovažavanja, vrijeđanja, prijetnji te fizičkog nasilja nad studentima«. Nakon početka procesa stegovnih mjera, Mrkonjić je navodno najavio da će dati otkaz, no to u konačnici nije učinio unatoč prijedlogu Stegovnoga povjerenstva. Docent je zatim uložio žalbu, koju je Žalbeno povjerenstvo prihvatilo te mu uručilo pisano upozorenje pred otkaz ugovora o radu. Prosvjed studenata protiv takve odluke Povjerenstva podržali su vlastitim prosvjedima studenti Akademije dramske umjetnosti u Zagrebu (koji su 2024. godine prosvjedovali protiv profesora Ozrena Prohića zbog optužbi za nasilje), Akademije primijenjenih umjetnosti u Rijeci te Umjetničke akademije u Splitu.
Prosvjednici na trgu tražili su očitovanje uprave Akademije i Sveučilišta te povjerenstava Akademije o donesenoj odluci, kao i da se Mrkonjiću nadalje onemogući držanje nastave te da studenti i profesori svaki semestar održe sastanke o međuljudskim odnosima na Akademiji. Sveučilište je u očitovanju o prosvjedima navelo da su u tijeku istrage policije i DORH-a. Dekanica Helena Sablić Tomić u razgovoru sa studentima, navodi Telegram, naglasila je da nema ovlasti postupati izvan preporuka povjerenstava te da je potrebno pričekati odluke policije i DORH-a. Studenti pak ističu kako od dekanice nisu dobili odgovor o suspendiranju Mrkonjića do odluke nadležnih institucija.

## Ustrojstvo
Akademija ima šest odsjeka: Odsjek za glazbenu umjetnost, Odsjek za instrumentalne studije, Odsjek za kazališnu umjetnost, Odsjek za kreativne tehnologije, Odsjek za kulturu, medije i menadžment i Odsjek za vizualnu i medijsku umjetnost.

## Studijski programi
Studiji se organiziraju u redovitom i izvanrednom obliku domaće i strane studente.

### Sveučilišni prijediplomski studiji
1. sveučilišni prijediplomski studij Glazbena pedagogija
2. sveučilišni prijediplomski studij Glazbena umjetnost i kultura
3. sveučilišni prijediplomski studij Pjevanje
4. sveučilišni prijediplomski studij Kompozicija s teorijom glazbe
  - Kompozicija
  - Teorija glazbe
5. sveučilišni prijediplomski studij Instrumentalni studiji
  - Klavir
  - Gitara
  - Tambure
6. sveučilišni prijediplomski studij Likovna kultura
7. sveučilišni prijediplomski studij Gluma i lutkarstvo
8. sveučilišni prijediplomski studij Dizajn za kazalište, film i televiziju
9. sveučilišni prijediplomski studij Kultura, mediji i menadžment

### Sveučilišni diplomski studiji
1. sveučilišni diplomski studij Glazbena pedagogija
2. sveučilišni diplomski studij Pjevanje
3. sveučilišni diplomski studij Klavir
4. sveučilišni diplomski studij Tamburaško umijeće
5. sveučilišni diplomski studij Gluma (jednopredmetno i dvopredmetno)
6. sveučilišni diplomski studij Lutkarska režija (jednopredmetno i dvopredmetno)
7. sveučilišni diplomski studij Lutkarska animacija (jednopredmetno i dvopredmetno)
8. sveučilišni diplomski studij Suvremene izvedbene prakse (jednopredmetno i dvopredmetno)
9. sveučilišni diplomski studij Dizajn za izvedbenu i medijsku umjetnost
  - Kostimografija
  - Scenografija
  - Dizajn i oblikovanje lutke
10. sveučilišni diplomski studij Mediji i odnosi s javnošću (jednopredmetno i dvopredmetno)
11. sveučilišni diplomski studij Menadžment u kulturi i kreativnim industrijama (jednopredmetno i dvopredmetno)
12. sveučilišni diplomski studij Likovna kultura
13. sveučilišni diplomski studij Ilustracija
14. sveučilišni diplomski studij Vizualna umjetnost
15. sveučilišni diplomski studij Kompozicija
16. sveučilišni diplomski studij Teorija glazbe
17. sveučilišni diplomski studij Gitarska pedagogija
18. sveučilišni diplomski studij Glazbena umjetnost i kultura (u postupku akreditacije)
19. sveučilišni diplomski studij Produkcija izvedbenih i vizualnih umjetnosti (u postupku akreditacije)

### Sveučilišni specijalistički studiji
1. sveučilišni specijalistički studij Kreativne terapije, smjerovi: Art terapija, Dramaterapija, Terapija pokretom i plesom, Muzikoterapija
2. sveučilišni specijalistički studij Odnosi s javnošću i komunikologija
3. University specialist study Public Relations and Communication Studies

## Projekti
- Dionizijev festival, međunarodni susret kazališnih akademija
- LUTKOKAZ, međunarodna revija lutkarstva
- Završna izložba svih studenta preddiplomskog i diplomskog studija Likovne kulture, koju organizira Odsjek za likovnu umjetnost;
- Jarčevac, međunarodna studentska kiparska kolonija na kojoj studenti, uz stručno vodstvo profesora s Odsjeka za likovnu umjetnost, svoje skulpture izrađuju od drva;
- Festival GLAZ-B-OS, božićna manifestacija u organizaciji Odsjeka za glazbenu umjetnost
- InterVox međunarodni festival vokalne glazbe u organizaciji Odsjeka za glazbenu umjetnost
  - Lav Mirski, međunarodno natjecanje mladih pjevača u sklopu InterVoxa
- Osječka muzejska glazbena srijeda, zajednički projekt Muzeja Slavonije i Umjetničke akademije u Osijeku za glazbene izvedbe u muzejima
- Susreti u knjižnici, upoznavanje s područjem rada putem glazbenih slušaonica, projekcija filmova, tematskih predavanja i dr.
- Panonski put umjetnosti, zajednički projekt Umjetničke akademije u Osijeku i Akademije umetnosti iz Novog Sada, u kojemu je postavljen niz umjetničkih instalacija uz biciklističku stazu »Panonski put mira« (financirala EU)

Izdavačka djelatnost Umjetničke akademije u Osijeku ostvaruje se u suradnji sa zagrebačkim nakladničkom kućom Leykam International.

## Uprava
| Dekan/ica                                             | Helena Sablić Tomić     |
| Prodekan/ica za nastavu i studente                    | Borko Baraban           |
| Prodekan/ica za studijske programe                    | Alen Biskupović         |
| Prodekan/ica za umjetnost, kvalitetu i strategiju     | Hrvoje Mesić            |
| Prodekan/ica znanost i projekte                       | Jasminka Najcer Sabljak |
| Prodekan/ica razvoj održivosti u umjetnosti i kulturi | Tatjana Ileš            |

### Bivši dekani
- Josip Jerković (privremeni dekan po osnivanju; 14. travnja 2004. – 20. travnja 2005.)[6]

## Vanjske poveznice
- Službene mrežne stranice Umjetničke akademije u Osijeku (hrv.) (engl.)
- Službene mrežne stranice Sveučilišta Josipa Jurja Strossmayera u Osijeku (hrv.) (engl.)